# Cameron Russell
Cameron Chase Russell (Cambridge, 14 giugno 1987) è una supermodella statunitense.

## Biografia
Cameron Russell è nata e cresciuta a Cambridge nel Massachusetts. Sua madre, Robin Chase, è la fondatrice di Zipcar. Suo padre è un ingegnere e CEO dell'ex azienda GoLoco, una società di car pooling e social networking. Si diplomò alla Commonwealth School nel 2005, mentre nel 2013 si laureò in economia e scienze politiche presso la Columbia University.
Ha un figlio, Asa Baker Russell, nato nel marzo 2018.

## Carriera
Durante la sua carriera ha posato per molte copertine, tra cui Vogue (nel 2006 per l'edizione russa, ad aprile e luglio, nel luglio 2010 per l'edizione tedesca, nel maggio 2011 per l'edizione spagnola e per l'edizione italiana nel luglio 2013 e nel settembre 2014) ed Elle: nel 2010 è comparsa a febbraio per l'edizione francese e a maggio per l'edizione messicana mentre nel febbraio 2014 è comparsa sull'edizione britannica.
Ha sfilato per due volte per Victoria's Secret, nel 2011 e nel 2012, nell'ultimo anno partecipò allo show indossando un outfit realizzato con cristalli Swarovski.

## Opinioni
Nel 2012, in una breve conferenza su Ted.com ha spiegato come l'apparenza sia qualcosa di estremamente falso e le modelle siano fondamentalmente insicure, soprattutto sul loro aspetto fisico.

## La rivistaInterrupt
Dopo che la sua conferenza su Ted è diventata virale, la Russell ha deciso di dare vita ad una rivista, dedicata a dare voce ad esperti di tematiche non considerate o poco considerate dai mezzi di comunicazione tradizionali e su internet, soprattutto donne. La rivista, chiamata Interrupt, ha avuto alcune edizioni digitali ed alcune cartacee, attirando anche l'attenzione del prestigioso quotidiano New York Times. Al gennaio 2020, la rivista non risulta più attiva.